# 違法薬物取引
違法薬物取引（いほうやくぶつとりひき、英語: illegal drug trade）または薬物密売（やくぶつみつばい、英語: drug trafficking）は、薬物禁止の対象である薬物の栽培・製造・流通、販売を目的とした世界的なブラックマーケットである。ほとんどの地域では、ライセンスに基づく場合を除き、薬物禁止法により多くの種類の薬物の取引を禁止している。
国連薬物犯罪事務所の『世界薬物報告書2005』によれば、2003年だけでも世界の違法薬物市場の規模は3,216億米ドルと見積もられている。同年の世界のGDPが36兆米ドルであったことを考慮すると、違法薬物の取引は世界の貿易総額の1％近くを占めていると考えられる。違法薬物の消費は世界的に広まっており、地方当局が阻止することは依然として非常に困難な状況である。

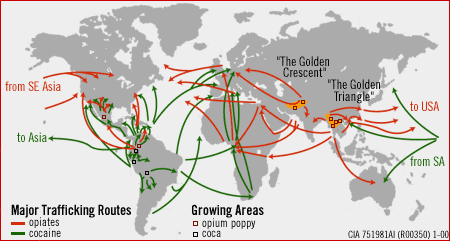
違法薬物の国際ルート（CIA資料）。黄色で示されているのは、「黄金の三角地帯」と「黄金の三日月地帯」

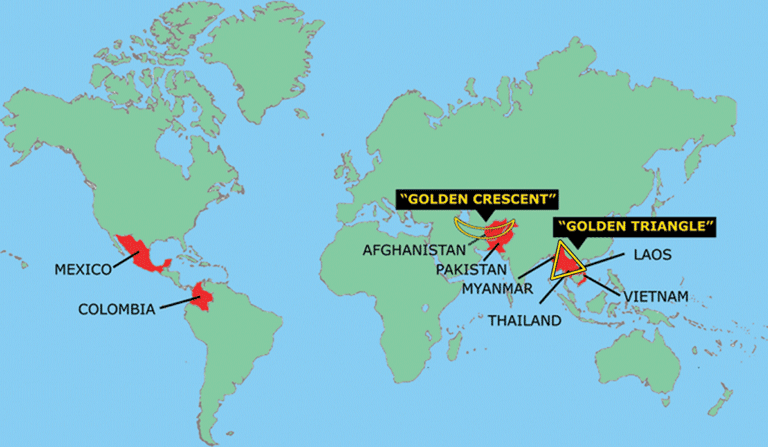
世界の主なヘロイン生産国（赤色）

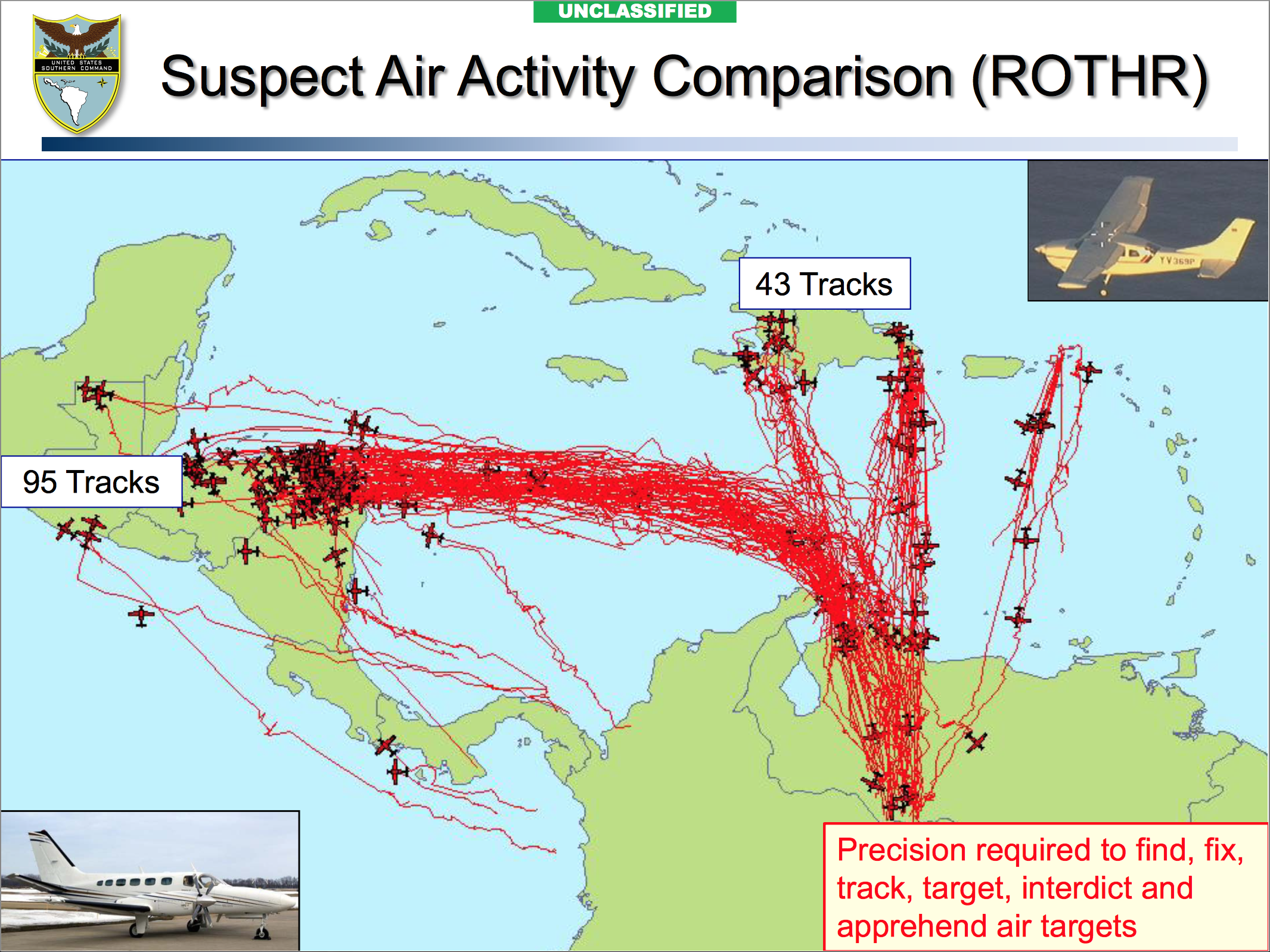
米南方軍が監視する麻薬密売航空路

## 歴史
中国当局は、1730年・1796年・1800年にアヘンの使用を禁止する布告を出した。西洋は19世紀後半から20世紀初頭にかけて中毒性のある薬物を禁止した。
19世紀初頭、中国での違法な麻薬取引が行われるようなった。その結果、中国のアヘン中毒者の数は1838年までに400万人から1200万人に増大した。これを受けて、中国政府はアヘンの輸入を禁止し、イギリスと清王朝の間で阿片戦争（1839-1842）が勃発した。勝利したイギリスは、中国に対してイギリス商人によるインド産アヘン販売の許可を強いた。アヘン取引は収益性が高く、19世紀には中国人にとってアヘン喫煙が一般的になったため、イギリス商人は中国人との貿易を増やした。1856年にアロー戦争が勃発し、イギリスだけでなく第二帝政期のフランスも参戦した。これらの戦争後、南京条約（1842年）と天津条約により、英国王室は中国政府に対し、押収して押収・破棄したアヘンに対する賠償として多額の金を支払うことを義務付けた。
1868年、アヘンの使用が増加した結果、英国は1868年薬事法を施行することにより、英国でのアヘンの販売を制限した。米国では、1912年に万国阿片条約が12カ国で締結された後、1914年にハリソン法が導入されるまで、アヘンの管理は個々の州の管理下に置かれた。
1920年から1933年頃までの間、アメリカ合衆国憲法修正第18条により、米国内での消費のための酒類の製造、販売、輸送が全面的に禁止された。禁酒法の施行は現実的なものでなく、現代のアメリカン・マフィアをはじめとする組織犯罪が台頭し、違法酒の製造・密輸・販売による巨大なビジネスチャンスを特定した現代のアメリカマフィアを見出した。
21世紀に入り、北米やヨーロッパでは薬物使用が増加し、特にマリファナとコカイン需要が増加した。その結果、シナロア・カルテルやンドランゲタなどの国際組織犯罪シンジケートは、大西洋を跨いだ麻薬密輸を促進するために互いに協力し合うようになった。この他に、違法薬物であるハシシの使用もヨーロッパで増加している。
薬物密売は、世界中の立法者によって重大な犯罪と広く見なされている。罰則は、薬物の種類（およびそれが取引された国でのその分類）、取引量、販売場所、流通経路などによって異なる。薬物が未成年者に販売された場合、他の状況よりも厳しい刑罰が科せられることがある。
麻薬の密輸に対しては、多くの国で厳しい罰則を課している。量刑には、長期間の投獄、鞭打ち、さらには死刑（シンガポール・マレーシア・インドネシアなど）が含まれる。2005年12月、 25歳のオーストラリアの麻薬密輸業者であるVan Tuong Nguyenは、2004年3月に有罪判決を受けた後、シンガポールで絞首刑に処された。2010年には、マレーシアで1キログラム (2.2 lb)の大麻を密輸した2人に死刑判決が下された。処刑は主に抑止力として使用されているが、多くの者が麻薬密売対策に各国がより効果的な措置をとることを求めている。たとえば、他の物品（野生生物など）や人身取引にも積極的な特定の犯罪組織を標的にすることなどである。多くの場合、政治家と犯罪組織の間のつながりが存在することが証明されている。
2021年6月、インターポールは92カ国で行われた作戦を明らかにした。この作戦によって、偽造医薬品や不正医療品を販売する11万3,000のウェブサイトやオンラインマーケットプレイスが閉鎖され、全世界で227人を検挙し、2,300万ドル相当の医薬品を回収し、大量の偽COVID-19検査薬や顔マスクを含む約900万個の機器や医薬品を押収するなどの成果が挙げられた。

## 社会的影響
違法薬物取引は、密輸される国にも悪影響を与えるが、最も影響を受けているのは生産国と中継国である。例えばエクアドルは、ゲリラ・民兵・麻薬密売組織から逃れた最大30万人の難民がコロンビアから流入している。亡命を申請した者がいる一方で、不法移民のままの者もいる。コロンビアからエクアドルを経由して南アメリカの他の地域に渡る薬物は、経済的および社会的問題を引き起こしている。
米国に向かうコカインの推定79％が経由するホンジュラスは、殺人率が2011年時点で世界で最も高い国となっている。国際危機グループによると、中央アメリカで最も暴力的な地域、特にグアテマラとホンジュラスの国境沿いは、活発な麻薬密売と深い関係があるとされる。

### 暴力犯罪
多くの国では、違法薬物取引が殺人などの暴力犯罪に直結していると考えられている。これはホンジュラスなどのすべての発展途上国で顕著であるが、世界中の多くの先進国にとっても問題となっている。1990年代後半、米国の連邦捜査局は、殺人の5％が麻薬関連であると推定した。コロンビアでは、薬物暴力は、経済・貧弱な統治・権限を持つ法執行機関の欠如などの要因によって引き起こされている。
2001年のアメリカ同時多発テロ事件を受けた国境警備強化の一環で、21世紀初頭に米国とメキシコ当局による取締が強化された結果、メキシコ側での国境における暴力的衝突が急増した。メキシコ政府は、殺害の90％が麻薬関連であると推定している。
英国政府の薬物戦略ユニットが報道機関にリークした報告書によると、中毒性の高い薬物であるヘロインやコカインが高価なため、万引きの85％、強盗の70〜80％、窃盗の54％など、犯罪の大部分が薬物使用によるものであるとしている。そして、「コカインやヘロインの違法な使用を支えるために行われる犯罪のコストは、英国では年間160億ポンドにのぼる」と結論づけている。

## 麻薬密売ルート

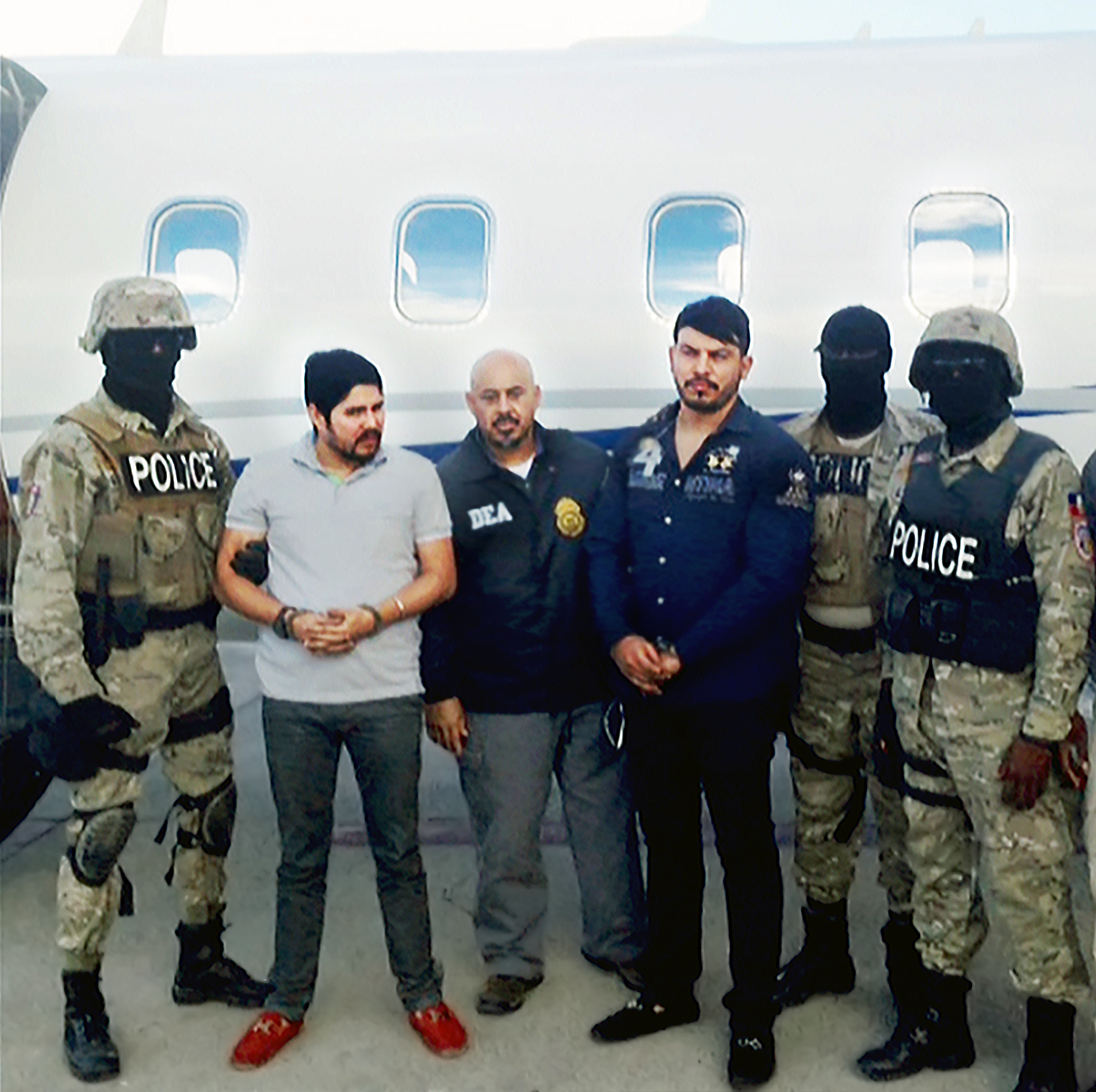
2015年11月10日に米国麻薬取締局に逮捕された、ニコラスマドゥロ大統領の甥、エフライン・アントニオ・カンポ・フローレスとフランシスコ・フローレス・デ・フレイタス。

### 南アメリカ
国連によると、2002年以降ベネズエラを通過するコカインの密売が増加している。2005年、ウゴ・チャベス政権は、米国麻薬取締局（DEA）との関係を断絶し、その代表者がスパイ行為を行っていると非難した。DEAがベネズエラから撤退したことにくわえて、2005年にはDEAがコロンビアとの提携を拡大した結果、ベネズエラは麻薬密売人にとって魅力的な国となった。2008年から2012年の間に、コカイン押収量ランキングでベネズエラでは順位を下げ、2008年には世界第4位だったのが 、2012年には世界第6位になった。
2016年11月18日、ナルコソブリノス事件として知られている事件の後、ベネズエラ大統領ニコラスマドゥロの2人の甥は、「一族が権力を維持するために多額の現金を得る」ために米国に薬物を出荷しようとしたとして、有罪となった。
ヤヌス・イニシアチブと呼ばれる活動の一環としてアバ・エバン研究所が実施した調査によると、ヒズボラが薬物密輸に使用する主なルートは、コロンビア、ベネズエラ、ブラジルから西アフリカへ入り、そして北アフリカを通ってヨーロッパへと輸送される。このルートは、ヒズボラがコカイン密輸市場で利益を上げ、テロ活動の資金源とされている。

### 西アフリカ
コロンビアとボリビアで生産されたコカインは、西アフリカ（特に、カーボベルデ、マリ、ベニン、トーゴ、ナイジェリア、カメルーン、ギニアビサウ、ガーナ）を経由して出荷されるケースが増えている。ナイジェリア、ガーナ、セネガルなどの国では、資金洗浄が頻繁に発生している。
アフリカ経済研究所によると、ギニアビサウでの違法薬物の密輸額は、国のGDPのほぼ2倍にも上るという。不動産が資金洗浄の手段に利用されている。違法に得た資金で住宅を建設し、それが売れると合法な収入となるのである。サハラ砂漠を経由して薬物を輸送する陸路は、アルカイダ組織AQIMなどのテロ組織の資金源となっている。

### 東部および南部アフリカ
ヘロインは、アフガニスタンからアフリカ東部と南部の国々を経由してヨーロッパとアメリカにますます人身売買されている。この経路は、「南ルート」または「スマック・トラック（英語: smack track）」として知られている。その結果、アフリカの中間国ではヘロインの使用量が急増し、政治的腐敗が進んでいる。

### アジア
従来、アジアの麻薬は東南アジアや中国南部の主要な商路である南ルートを通っていたが、その中にはかつてのアヘン生産国であるタイ・イラン・パキスタンなども含まれている。1990年代以降、特に冷戦の終結後（1991年）に国境が開かれ、貿易協定と関税協定が締結されると、中国・中央アジア・ロシアへとルートが拡大された。そのため、今日では、特にヘロイン取引において多様な麻薬密売ルートが構築されており、新しい市場が継続的に開発され興隆している。大量の麻薬がアジアからヨーロッパに密輸されている。これらの薬の主な供給源は、アフガニスタンを始めとする、いわゆる黄金の三日月地帯を構成する国々である。これらの生産国から、麻薬は西アジアと中央アジアに密輸され、ヨーロッパと米国の目的地に運ばれる。かつて主要な取引ルートであったイランでは、麻薬密売に対する多額の資金を投じた大規模な取締のために、密輸業者が持ち込みをするようになった。イランの国境警察署長は、自国が「コーカサス、特にアゼルバイジャン共和国への違法薬物の密売に対する強力な障壁となっている」と述べている。一方、ミャンマー・ラオス・タイの黄金の三角地帯で生産された薬物は、南ルートを通過してオーストラリア・米国・アジアの市場に供給される。
薬物はダークウェブ上のダークネット・マーケットでますますオンラインで取引されるようになっている

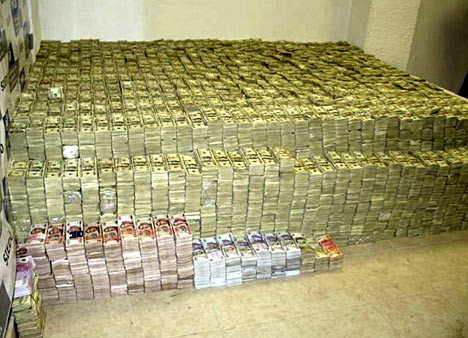
メキシコの麻薬密売人ZhenliYeGonから押収した2億700万米ドルその他の通貨（2007年）

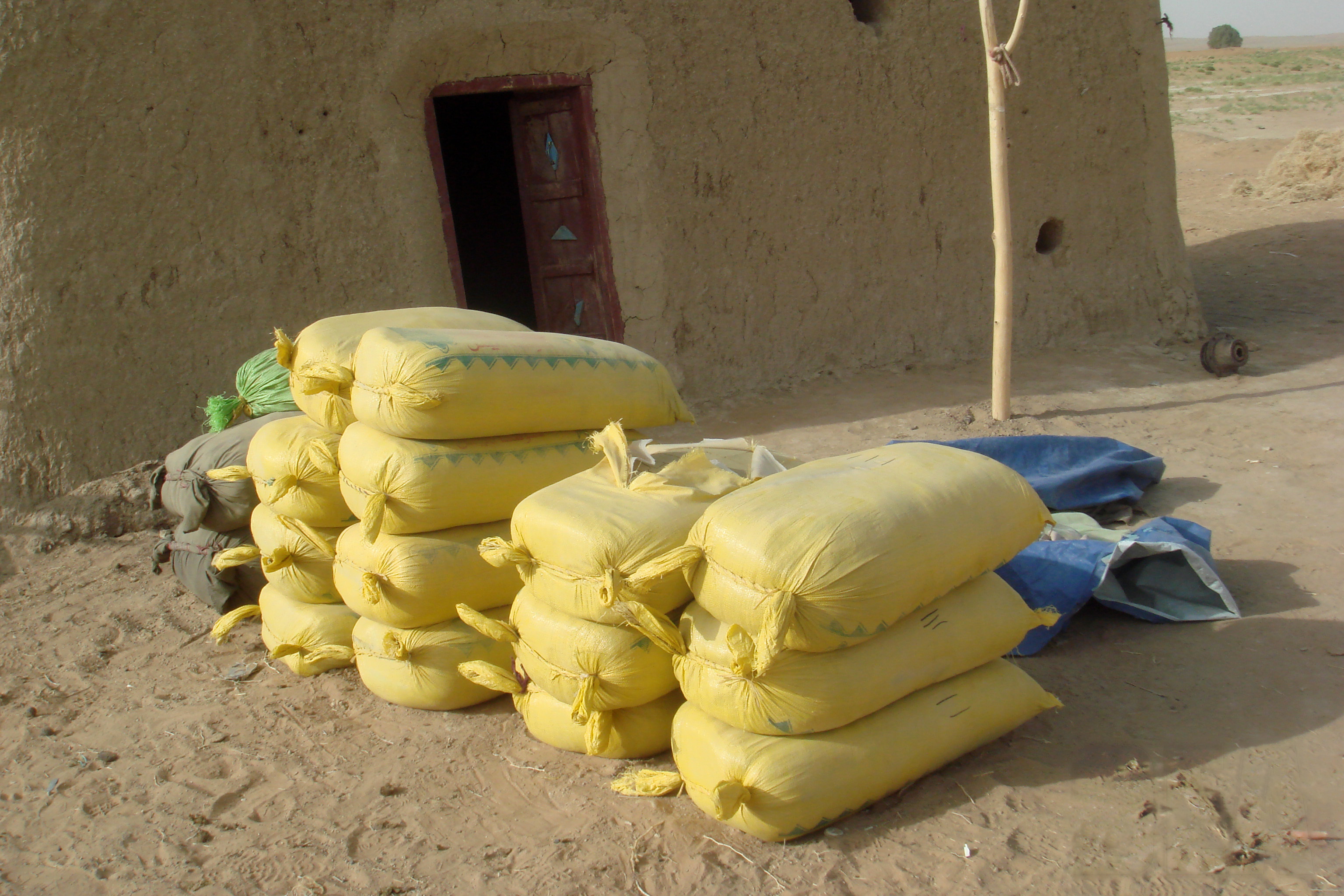
アフガニスタン当局・NATO・DEA合同の「アルバトロス作戦」で押収された、ハシシ。

麻薬取引からの利益に関する統計は、その違法性故に不透明である。2007年に英国内務省が発表したオンラインレポートでは、英国の違法薬物市場は40〜66億ポンドと推定されている。

2009年12月、国連薬物犯罪事務所のアントニオ・マリア・コスタ事務局長は、違法薬物の資金が銀行業界を崩壊から救ったと主張した。同事務局長は、組織犯罪の収益が、2008年に崩壊寸前であった一部銀行が利用できた「唯一の流動的な投資資本」であったという証拠を見たと主張した。同氏は、3520億ドル（2160億ポンド）の麻薬収益の大部分が、結果的に経済システムに吸収されたと述べている。
「多くの場合、薬物からのお金が唯一の流動的な投資資本であった。 2008年下半期には、流動性が銀行システムの主要な問題であったため、流動性資本が重要な要素になった…銀行間融資は、薬物から発生した資金によって賄われており、一部の銀行がそのようにして救済された兆候があった」 

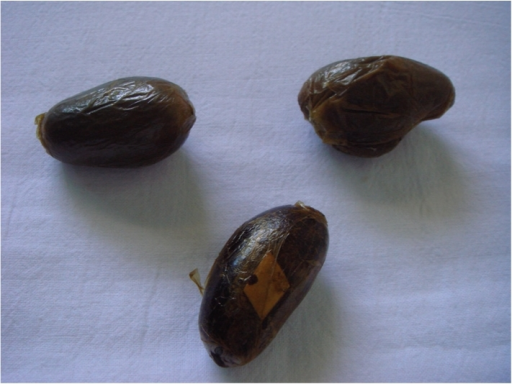
警察が密輸業者から押収した、ハシシの5cmパッケージ。

コスタは、責任の所在を明らかにするのではなく、問題に対処することを目的としているとして、麻薬のお金を受け取った可能性のある国や銀行を明かさなかった。
市中での麻薬販売は儲かると広く見られているが、 Sudhir Venkateshの調査によると、多くの末端売人の報酬は低い。彼が1990年代にシカゴの「ブラック・ギャングスター・ディサイプル・ネーション」（BGDN）の構成員に密着して行った調査では、1つのギャング（基本的にはフランチャイズ）は、リーダー（J.T.という名前の大学卒業生）、3人の上級幹部、および25人から季節に応じて75人の市中でのセールスマン（「歩兵（英語: foot soldiers）」）で構成されていることが分かった。
彼らがクラック・コカインを6年間販売して得た報酬は、月平均約32,000ドルであった。その使い道は次のようなものだった。まず、BDGNの20人の役員に5,000ドルを渡す（彼らはそのようなギャングを100監督しており、月収約500,000ドルを得る。）。コカインの仕入れに月5,000ドル、その他賃金以外の費用に4,000ドルが支払われる。J.T.は自分の給料に月額8,500ドルを当てる。残りの月額9,500ドルは、幹部には1時間あたり7ドル、歩兵には1時間あたり3.30ドルの賃金を従業員に支払うかたちで分配された。儲かる職業としての麻薬販売の一般的なイメージとは対照的に、多くの構成員は必然的に母親と一緒に暮らしていた。それにもかかわらずギャングには、さらにその4倍の数の、歩兵になることを夢見る無給のメンバーがいた。

## 自由貿易との関係
自由貿易が違法薬物取引の活動の増加と相関関係があるかどうかについては、いくらか議論がある。現在、違法薬物産業の構造と運営は、主に国際分業の観点から説明されている。自由貿易は、違法薬物を輸出に頼らざるを得ない国内生産者に新しい市場を開くことができる。また、国家間の広範な自由貿易は、国境を越えた麻薬取締りや、異なる国の法執行機関間の連携を強化する。しかし、自由貿易はまた、膨大な量の国境を越えた合法の貿易をもたらし、違法な貨物を隠すための十分な機会を提供することにより、違法薬物取引の隠れ蓑となっている。国際自由貿易が合法取引の量を拡大させ続ける一方で、麻薬密売を検知・阻止する能力を著しく低下させている。 1990年代後半に向けて、世界の上位10の港湾では3,360万にも及ぶコンテナが処理された。自由貿易は金融市場の統合を促進し、麻薬密売人に資金洗浄や他の活動への投資の機会を提供してきた。これは、合法的な経済への麻薬の流入を監視する法執行機関の努力を弱める一方で、麻薬業界を助長する。カルテル間の協力は、その活動範囲を遠方の市場に拡大し、地元の法執行機関による検出を回避する能力を強化する。さらに、犯罪組織は、組織毎にプロセスを分担して処理することにより、資金洗浄活動を相互に調整・協力している。ある組織は、資金洗浄の金融取引プロセスを構築し、別の犯罪グループは資金洗浄に用いられる「汚れた」資金を提供する。自由貿易は、貿易と世界的な輸送ネットワークの拡大を促進することにより、さまざまな国の犯罪組織間の協力と同盟の形成を促進する。ラテンアメリカでの麻薬取引は1930年代初頭に出現した。ペルー・ボリビア・チリ・エクアドル・コロンビア・ベネズエラなどのアンデス諸国で大きな成長が見られた。20世紀前半のアンダーグラウンド・マーケットは主にヨーロッパと関係があった。第二次世界大戦後、アンデス諸国では、特にコカインとの取引が拡大を見た。

## 国別の状況

### 日本
数十年にわたり日本で最も乱用されている薬物は覚醒剤であるが、錠剤型麻薬であるMDMAなども出回っている。
従前の密売は暴力団関係者が中心となっていたが、大都市では外国人密売人も多数暗躍している。2019年中の覚醒剤事犯の総検挙人員の43.5％を、暴力団構成員等が占めている。
発見押収されたときリスクを抑えるため、少量の薬物を複数回に亘り密輸する方法（ショットガン方式）を採る傾向が増えている。
2019年中の薬物事犯の検挙人員は、1万3,364人となっている。

### アメリカ

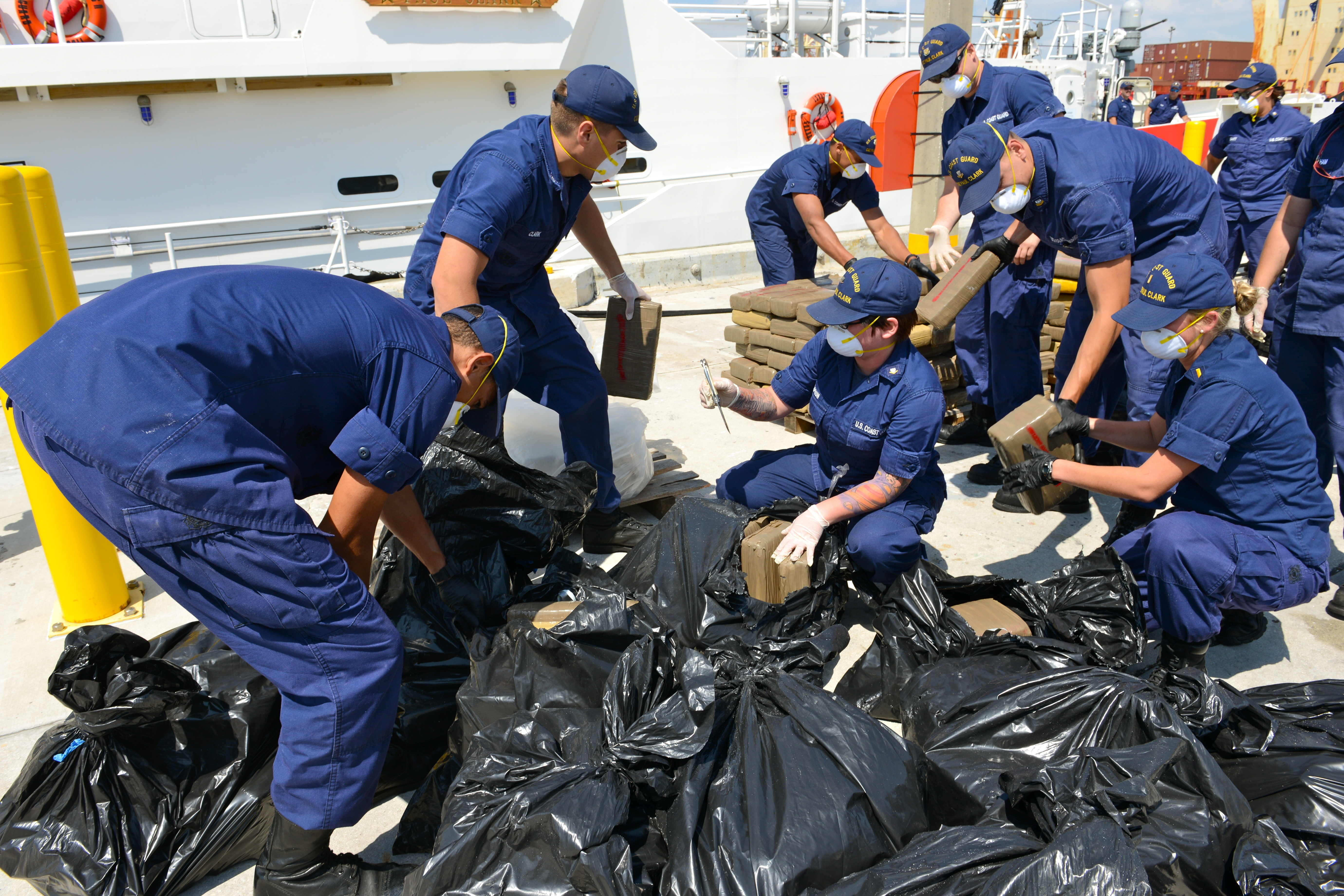
フロリダ州マイアミビーチで押収されたコカインを船から降ろす、アメリカ沿岸警備隊（2014年5月）

#### 背景
違法薬物取引による米国への影響は、さまざまな政治的・経済的・社会的側面で見ることができる。薬物関連の暴力の増加は、1960年代から70年代に蔓延した政治的混乱だけでなく、20世紀後半に生じた人種的緊張とも結びついていることさえあり得る。20世紀の後半は、自由裁量所得の増加により、米国の特定の地域で違法薬物の需要が増加した時期であった。大規模な麻薬取引は米国において数少ない死刑犯罪の一つであり、連邦レベルで規定された死刑判決を受ける可能性がある。

#### 政治的影響
1960年代に生まれたベビーブーマー世代の、違法薬物を含む特定の問題について法律に立ち向かう社会的傾向は、人員不足の司法府を圧倒した。連邦政府は法の執行を試みたが、効果はわずかであった。
マリファナは、1960年代にラテンアメリカの交易路で見られた人気のあるドラッグであり、後の数十年における主要なドラッグとなった。コカインの多くは、コロンビアとメキシコからジャマイカを経由して密輸される。ドラッグ人気と戦う政策が行われた。米国経済に与える影響を考慮して、レーガン政権は違法薬物密売を規制しようとする国々の「認定」を開始した。これにより、米国はラテンアメリカでの違法薬物輸送に関連する活動への介入を可能にした。 1980年代にかけて、米国は違法薬物の海上輸送に対して政策を強化していった。その結果、陸路アメリカ＝メキシコ国境を越えての麻薬密売が盛んになり、メキシコでの麻薬カルテルの活動が活発化した。 1990年代初頭には、米国市場で入手可能なコカインの50％がメキシコからのものであり、2000年代には、米国のコカインの90％以上がメキシコから輸入されたものであった。一方で、コロンビアでは、1990年代半ばに主要な麻薬カルテルが壊滅した。は、米国のドラッグ市場でも目に見える変化が起き、1996年から2000年の間に、米国のコカイン消費量は11％減少した。
2008年、米国政府は、メキシコでの麻薬密売との闘いを支援するために「メリダ・イニシアティブ」と呼ばれる別のプログラムを開始した。このプログラムは米国の安全保障援助を14億ドルに増額し、メキシコ軍に「ヘリコプターから監視技術までのハイエンド機器」を数年にわたり提供した。しかし、米国の援助にもかかわらず、メキシコの「ナルコギャング」はメキシコ軍を圧倒し、麻薬カルテルの国境を跨いだ活動を継続している。

#### 社会的影響

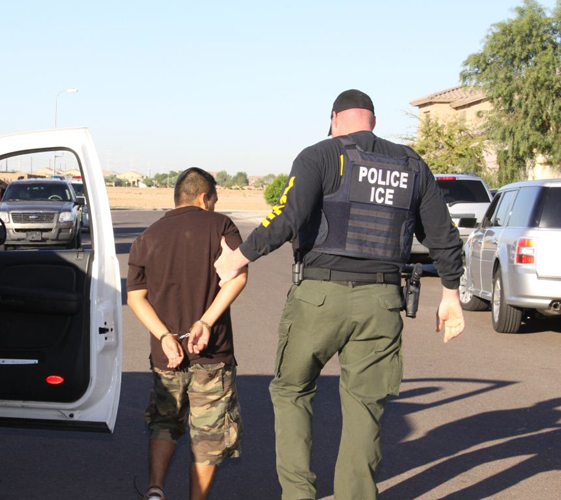
アリゾナでの麻薬取締（2011年10月）

米国では麻薬は違法であるものの、麻薬は国の文化に溶け込んでおり、一部の人々にはレクリエーション活動と見なされている。違法薬物は、通常高額で販売されているために、需要の高い商品と見なされている。この高価格は、違法薬物の供給者に存在する潜在的な法的影響とその高い需要を含む要因の組み合わせによって引き起こされている。麻薬戦争に勝つための政治家による絶え間ない努力にもかかわらず、米国は依然として世界最大の違法薬物の輸入国である。
20世紀を通じ、コカイン以外にも様々な違法物がアメリカからの需要に応えて流入した。1920年代の禁酒法時代にはアルコールが、1940年代にはアヘンが、1960年代にはマリファナが、1970年代にはヘロインが、メキシコとの国境を越えてアメリカへと密輸された。米国への麻薬供給のほとんどは、メキシコの麻薬カルテルが担っている。1989年の報告によれば、アメリカ国内の約195の都市において、メキシコで生産された違法薬物が持ち込まれていた。メキシコの麻薬カルテルの利益の推定100億ドルは米国からのものであり、メキシコの麻薬カルテルの維持に必要な利益を供給するのみならず、アメリカのドラッグへの経済的依存をさらに深めている。

##### 人口統計
1960年代以降、移民が大挙して押し寄せたため、米国では国民の異種混交化が進んだ。1980年代と90年代のドラッグ関連の殺人は、過去最悪を記録した。薬物暴力は、これらの少数派人種と結びついて、ますます増加ようになった。暴力の発生率は、都市ごとにで大きく異なったものの、それはアメリカの都市コミュニティで共通した不安であった。その一例を、多数の民族が暮らすマイアミで見ることができる。1985年から1995年にかけてのマイアミの殺人率は、全米平均の4倍と全国でも最悪クラスであった。ただし、この犯罪率は地域の失業率とも相関しており、人種の構成に完全に依存しているわけではない。
ベビーブーマー世代も、1960年代から80年代にかけての麻薬使用・取引の増加の影響をもろに受けた。物質の使用に加えて、犯罪への関与、自殺、殺人も増加した。ベビーブーマー世代が多かったこともあり、商業用マリファナの使用が増え、この期間中のマリファナの需要と供給が増加した。

### メキシコ

#### 政治的影響
メキシコでの汚職は、違法薬物取引におけるメキシコのカルテルの席捲をもたらしている。 20世紀初頭以来、メキシコの政治環境は麻薬関連の活動の成長を許してきた。違法薬物の輸送に対する緩い規制と、既知の麻薬密売人やギャングの起訴の失敗は、ドラッグ業界の成長を促進した。麻薬密売の容認は、メキシコ政府の権限を弱体化させ、そのような活動に対して規制する法執行官の力を低下さた。これらの寛容政策は、メキシコ経済における麻薬カルテルの成長力を促進し、麻薬取引業者をより豊かにした。メキシコの多くの州は、統治の安定を確立する政策を欠いている。知事は再選できず、毎期新しい知事を選び直さなければならないため、地域の安定性が損なわれている。麻薬ギャングは、地元の指導者の空白を自分たちの利益になるよう利用している。

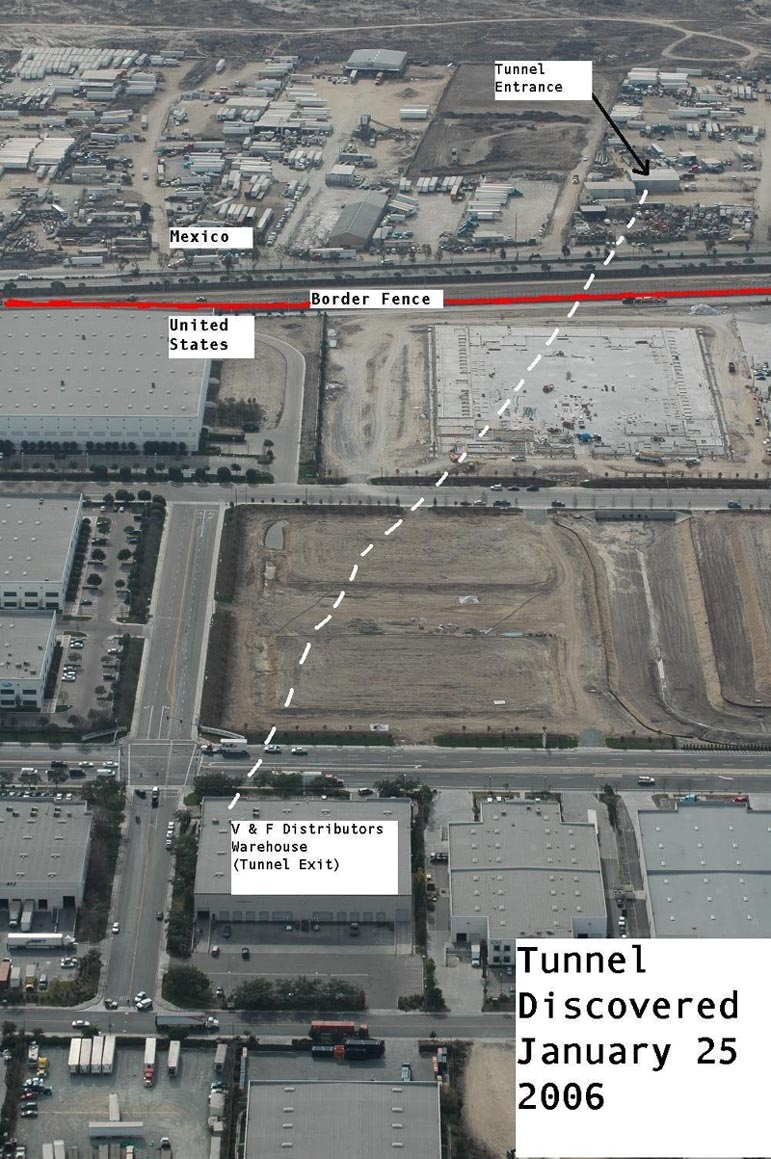
米国とメキシコの国境付近、サンディエゴ・ティファナ都市圏で発見された、麻薬密輸トンネル

1929年、メキシコ革命に起因する混乱を解決するために制度的革命党（PRI）が結成された。時が経つにつれて、この党は政治的影響力を獲得し、メキシコの社会的および経済的政策に大きな影響を及ぼすようになった。党は影響力を得るための権力闘争として様々なグループとの関係を築き、その結果、政府内にさらなる腐敗を引き起こした。そのような権力闘争の1つが、麻薬密売人との提携であった。この政治的腐敗は、正義を曖昧にし、麻薬に関連する暴力を見極めることを困難にした。1940年代までに、麻薬カルテルとPRIの間の結びつきは強固になった。これにより、麻薬カルテルの指導者は免責され、政府当局者の庇護の下で麻薬密売が拡大した。1990年代、PRIは選挙で新党国民行動党（PAN）に敗北した。メキシコの民意による政府の劇的な変化によって、再び混乱が生じた。PANが支配権を握ると、麻薬カルテルの指導者たちはその混乱に乗じ、既存の影響力を利用してさらに権力を獲得した。麻薬カルテルは、PRIのときと同様に中央政府と交渉するのではなく、力と脅迫を通じて活動を続けた。メキシコが民主化されるにつれて、汚職の主体は中央政府から地方自治体に移った。カルテルは地方自治体に賄賂を贈り始めたため、政府による統制が効かなくなり、カルテルの自由度が高まった。それに応じて、メキシコでは麻薬密売による暴力が増加した。
カルテルが生み出した汚職は、メキシコ国民の政府の不信をもたらした。この不信感は、PRIの崩壊後にさらに顕著になった。これに応えて、歴代のメキシコ大統領は、20世紀後半から21世紀初頭に、法執行と規制に関連するいくつかの異なるプログラムを実施した。1993年、サリナス大統領はメキシコに国立対策国立研究所を設立した。1995年から1998年にかけて、セディージョ大統領は組織犯罪の処罰の強化に関する方針を確立し、「盗聴」「証人保護」「秘密捜査官」「物品の押収」を認め、連邦レベルでの法執行の質を高めた。2001年から2005年にかけて、ビセンテ・フォックス大統領は連邦捜査局を設立した。これらの政策は、主要な麻薬密売のボスの逮捕をもたらした：
| 年     | 人物                                       | カルテル             |
| ------ | ------------------------------------------ | -------------------- |
| 1989年 | ミゲル・アンヘル・フェリックス・ガヤルド   | グアダラハラカルテル |
| 1993年 | ホアキン・アルキヴァルド・グスマン・ロエラ | シナロアカルテル     |
| 1995年 | エクトル・ルイス・パルマ・サラザール       | シナロアカルテル     |
| 1996年 | フアン・ガルシア・アブレゴ                 | ガルフカルテル       |
| 2002年 | Ismael Higuera Guerrero                    | ティファナカルテル   |
| 2002年 | イエス・ラブラ                             | ティファナカルテル   |
| 2002年 | アダン・アメズクア                         | コリマカルテル       |
| 2002年 | ベンハミン・アレラーノ・フェリックス       | ティファナカルテル   |
| 2003年 | オシエル・カルデナス                       | ガルフカルテル       |

#### メキシコの経済
過去数十年にわたって、麻薬カルテルはメキシコの経済に組み込まれてきた。約500の都市が麻薬密売に直接従事しており、約45万人が麻薬カルテルに雇用されている。さらに、320万人百万人が麻薬カルテルに依存して生計を立てている。メキシコの麻薬カルテルは、ヨーロッパや米国などの国内販売と国際販売の間で、年間250〜300億ドルの利益を上げており、その大部分はHSBCなどの国際銀行を循環している。麻薬カルテルは地域経済の根幹をなしている。取引で得た利益の一部は、地域社会に還元され、教育や医療などに貢献している。カルテルは地域社会に暴力や危険をもたらしている反面、雇用を創出し、多くの人々に収入をもたらしているのである。

#### 麻薬カルテルの文化
主要なカルテルが成長した背景には、メキシコ社会の著名な文化が麻薬資本の手段を生み出した事が挙げられる。メキシコ内での麻薬密売の発祥地の1つは、ミチョアカン州である。ミチョアカンはかつて農業を中心とした社会であり、交易による初期成長をもたらした。メキシコの農村部が工業化したことにより、麻薬の流通が促進され、麻薬市場がさまざまな州に拡大していった。町が工業化されると、シナロアカルテルなどのカルテルが形成され、拡大し始めた。麻薬カルテル文化の急増は、主にミチョアカンで見られたランチェロ文化に端を発している。ランチェロ文化は、社会全体ではなく個人を大切にする。この文化は、カルテル内で形成された家族を大切にするというドラッグカルチャーを育み、カルテル組織の肥大化をもたらした。ギャングは麻薬カルテルの活動において主要な役割を果たしている。MS-13とエイティーンス・ストリート・ギャングは、メキシコからパナマに至るまでの麻薬取引の多くの活動を影響下においている。メキシコの麻薬文化には、女性の関与が見うけられる。女性は男性と同等に扱われないものの、通常、文化的に認められている以上の力を持ち、ある程度の独立性を獲得している。権力の増加は、より高い社会階級の女性を惹きつける。経済的利益もまた、女性を違法薬物市場に関与するように促した。主要な麻薬カルテルの下位レベルにいる多くの女性は、低経済階級に属している。麻薬密売は、女性にとって、収入を得るための身近な方法である。あらゆる社会階級の女性が、社会的および経済的環境からの外部からの圧力により、取引に関与するようになった。

### コロンビア

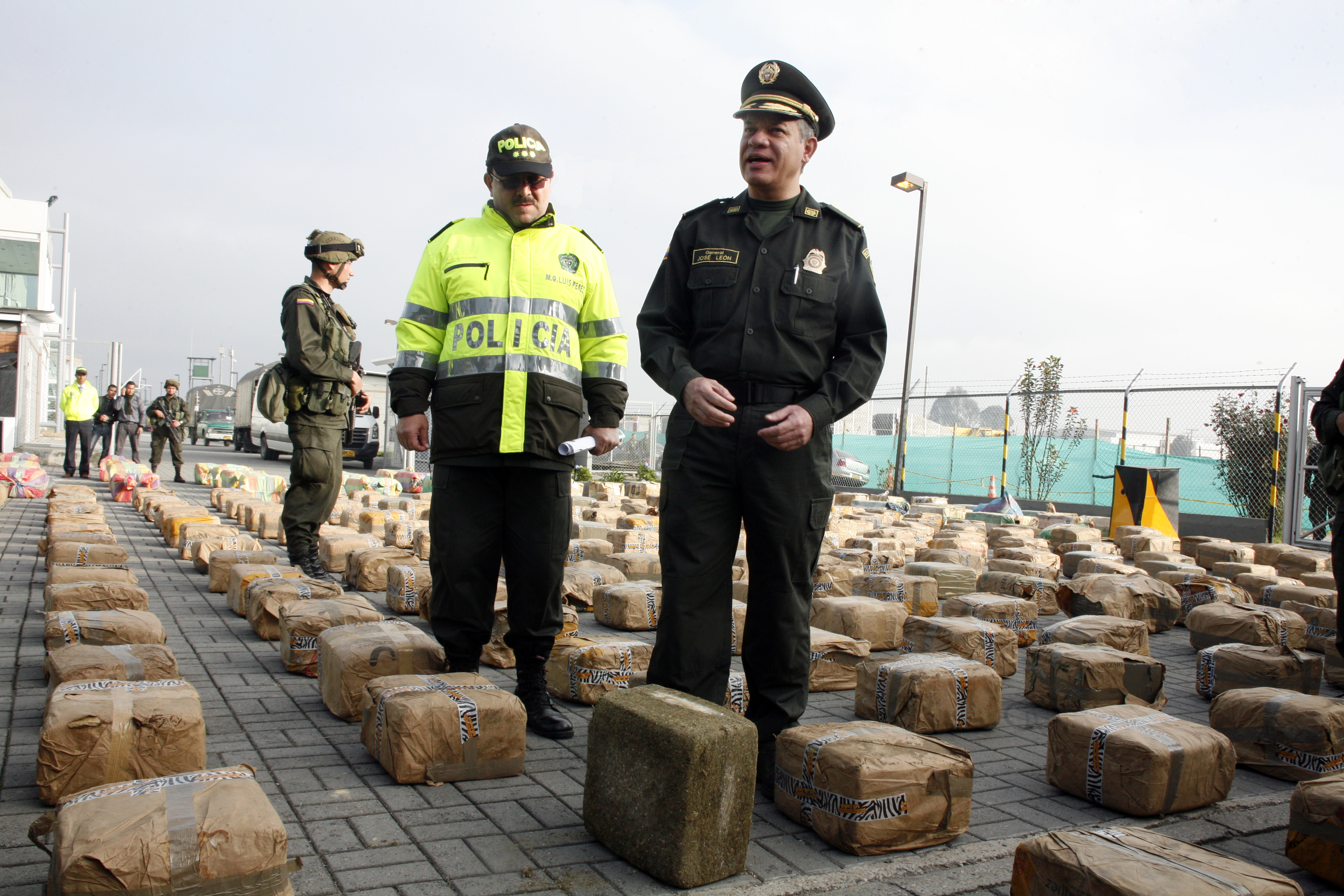
コロンビアのボゴタで押収された麻薬（2013年4月）

#### 政治的つながり
コロンビアの密輸業者は、コカインの輸出と並行して、酒・アルコール・タバコ・繊維を輸入するのが一般的であった。地形を熟知した人材が、地元の市場に供給すると同時に、大量の製品を輸出していた。1960年代に確立されたこの交易先は、ペルー、ボリビア、コロンビア、ベネズエラ、キューバなどであった。農民はペルーとボリビアでコカペーストを生産し、コロンビアの密輸業者はコロンビアでコカペーストをコカインに加工し、キューバを通じて製品を輸送した。この交易路は、キューバとコロンビアの組織犯罪の間に関係を確立した。大量のコカインが、キューバからフロリダ州マイアミやニュージャージー州ユニオンシティを経て、全米に密輸された。国際的な麻薬取引に対し、関係各国政府は政治的に連帯して、麻薬カルテルを根絶するための共通の政策を導入した。1959年に共産党政府が樹立された後、キューバは、コカイン輸送の中心地ではなくなり、マイアミとユニオンシティが密売拠点になった。コロンビアのカルテルが権力を争い始めた1970年代まで、キューバとコロンビアの犯罪組織の関係は強固であった。1980年代から90年代にかけて、コロンビアは西半球の麻薬取引業界の重要な担い手として登場した。マリファナ、ケシ、アヘン、ヘロインなどの麻薬の密輸がこの時期に一般化するようになった一方で、コカインカルテルの活動がラテンアメリカの麻薬取引の発展を後押しした。ボリビアやペルーなどの国からコカ由来の物質が輸入され、コロンビアのコカイン工場で精製され、コロンビアを通じて密輸され、米国などの国に輸出されるという、多国籍貿易が行われた.。

#### コロンビアの経済
コロンビアは、ラテンアメリカでの違法薬物取引において重要な役割を果たしてきた。1930年代から麻薬取引に積極的であったが、麻薬取引におけるコロンビアの役割が真に支配的になったのは1970年代に入ってからである。コロンビアはメキシコがマリファナ農園を根絶しても衰えない需要に応え、北東地域で戦略的に栽培されたマリファナはすぐにコロンビアの主要な換金作物となった。しかしその成功も束の間、米軍が反マリファナ作戦が展開された。コロンビアの麻薬密売人はその代わりとしてコカインの輸出に注力した。1950年代初頭からコロンビアの輸出品であったコカインが人気を維持したのには、さまざまな理由があった。コロンビアの立地条件は、南アメリカから中央アメリカを経て目的地である北アメリカへ輸送することを容易にし、1990年代までコロンビアはコカインの主要な輸出国であり続けた。20世紀後半のコロンビアでは、麻薬取引のビジネスがいくつかの段階を経て行われた。コロンビアは、1980年代までにコカインの流通と販売において支配的な勢力としての役割を果たした。麻薬生産者がより力を持つようになると、彼らはより集中的に組織化された麻薬カルテルへと変貌した。カルテルは、自分たちの製品の流通における各段階の主要な側面をコントロールしていた。カルテルの組織化により、コカインはアメリカ全土に大量に流通するようになった。 1980年代後半になると、カルテルの中で業界内の争いが起こった。この段階では、異なるカルテルが輸出市場の支配権をめぐって争い、暴力が増加した。こうした争いにもかかわらず、権力闘争を経て、コカ農場の複数の生産者を持つことにつながり、品質管理が改善され、コカインの流通における警察の取り締まりが減少した。これはまた、カルテルが彼らの収入を本国に還流しようとすることにつながり、最終的にコロンビアのGDPの5.5％を占めるまでにいたる。この動きは、自らが蓄えた富を正当化しなければならないというプレッシャーにつながり、コロンビア全土で暴力の増加を引き起こした。

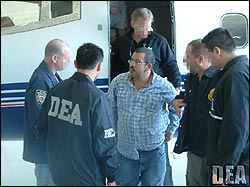
コロンビアから米国に引き渡された、コロンビアの麻薬密売人ディエゴ・ムリーリョ・ベハラノ（2008年5月）

1980年代を通じて、コロンビアにおける違法薬物の価値は、20億ドルから40億ドルと推定されていた。これは、この10年間のコロンビアの推定GNP360億ドルのうち、約7〜10％を占める。1990年代、違法薬物の推定価値は、ほぼ同じ範囲（約25億ドル）にとどまった。コロンビアのGNPが1990年代を通じて上昇するにつれて（1994年に685億ドル、1997年に963億ドル）、違法薬物の価値が国民経済に占める割合は減少し始めた。1990年代初頭まで、コロンビアはコカイン輸出ではトップに立っていたが、国内での対立が、主にカルテルと政府機関の間で増加していた。その結果、コロンビアのGDPに占める麻薬取引の割合は、5.5％から2.6％へと低下したのである。コカインの流通は、富をもたらすものの、コロンビアの社会政治的状況に悪影響を及ぼしその経済も弱体化させている。

#### 社会的影響
1980年代までに、コロンビアのカルテルがアメリカでのコカイン販売の中心となった。これは、ラテンアメリカとマイアミの双方で暴力を増加させることとなった。1980年代に、2つの主要な麻薬カルテル、メデジングループとカリグループがコロンビアに出現した。しかし、1990年代を通じて、いくつかの要因がこれらの主要なカルテルの衰退と、より小さなコロンビアのカルテルの台頭してきた。コロンビアの生産が増加する一方でコロンビアの生産量が増加したため、密売人たちは新たな麻薬と市場を探す必要に迫られた。この時期、カリブ海のカルテルの活動が増加し、メキシコを通る密輸の代替ルートが台頭した。これにより、コロンビアとメキシコにおける主要な麻薬密売人の提携が増加した。このようなコロンビアにおける麻薬取引の実行の劇的な変化は、メデジンとカリにおける政治的不安定と麻薬戦争の勃発と相まって、コロンビアの小規模な麻薬取引組織の台頭（およびヘロイン取引の台頭）をもたらした。麻薬取引が経済に与える影響力が増すにつれ、麻薬密売組織とそのネットワークは、社会における権力と影響力を増していった。麻薬王が経済の支配を維持するために抗争したため、この期間中、麻薬関連の暴力事件が増加した。通常、麻薬カルテルには、多数の個人で構成されるサポートネットワークがある。これらの人々の個人は、取引に直接関与している人々（供給者、化学者、輸送業者、密輸業者など）から間接的に貿易に関与している人々（政治家、銀行家、警察など）まで多岐にわたる。これらの小さなコロンビアの麻薬カルテルが普及するにつれて、コロンビア社会のいくつかの注目すべき側面が、コロンビアの麻薬業界のさらなる発展に取って代わられた。例えば、1980年代後半までは、麻薬産業の長期的な影響が社会的に認識されてこなかった。さらに、捕らえられた密売人が収監される刑務所は、資金も人員も不足しており、規制も甘く、刑務所内でギャングが形成されたり、武器や兵器の密輸が行われたり、脱獄が行われたり、さらには捕まった麻薬王が刑務所内で事業を継続することも可能であった。

## 各薬物の取引状況

### 大麻

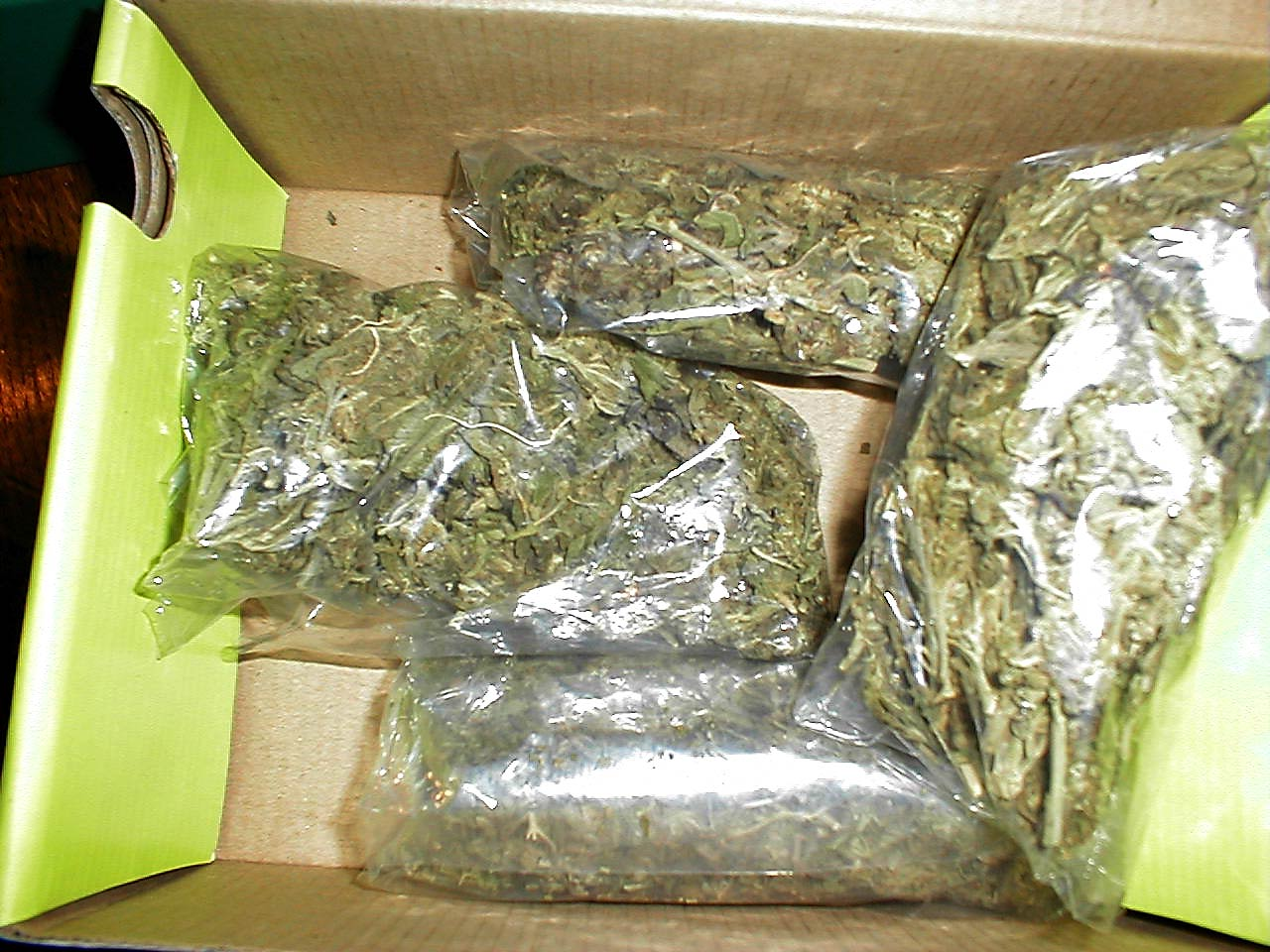
4オンス（113グラム）の大麻

大麻の娯楽目的での使用（およびその結果としての流通）は、世界中のほとんどの国で違法であるが、カナダなどの一部の国では合法であり、医療目的での流通は米国50州のうち10か所などの一部の場所で許可されている（ただし、輸入と流通は依然として連邦政府によって禁止されている） 。2014年以降、ウルグアイは、成人居住者の娯楽目的での大麻の栽培・販売・消費を合法化した最初の国となった。2018年、カナダは大麻の使用・販売・栽培を合法化した2番目の国となった。最初の数週間は非常に多くの需要があり、わずか4日間の営業でほとんどの店が在庫切れとなった。
大麻の使用は一部の地域が認められており、特にオランダでは大麻の所持と販売が合法化されている（栽培は不可）。多くの国が少量のマリファナの所持を非犯罪化している。大麻は丈夫な植物であるため、世界中で栽培されており、今日では世界で最も人気のある違法薬物であり、最も入手しやすいものとなっている。大麻は、多くの国で薬物以外の産業用として合法的に栽培されている（麻として知られる）。その他にも、アチェでの調味料など、薬物以外の国内利用目的で栽培されることがある。
世界中の大麻の需要は、大麻の栽培が比較的容易であることから、大麻の違法取引は、組織的犯罪集団が多くの活動資金を調達するための主要な手段の一つとなっている。たとえばメキシコでは、大麻の違法取引がカルテルの収益の大部分を占めていると考えられており 、密売に用いる他の違法薬物や、最終的に殺人に使用される武器を入手するなど、カルテルが他の多くの違法行為を行うための主な資金源となっている（世界の多くの地域、特にラテンアメリカでは殺人率が急上昇している）。
米国で大麻の合法化が進んだことで（2012年にワシントン州のイニシアチブ502号とコロラド州の修正64号が施行された）、メキシコのカルテルがヘロインを増やす代わりに大麻の密輸量を減らしたとする研究もある。

### アルコール
アルコール飲料は、サウジアラビアなどの多くのイスラム諸国では違法であり、その結果、アルコールの違法取引が盛んになっている。1920年代から1930年代初頭の禁酒法時代に、米国ではアルコール飲料の製造・販売・輸送・輸入・輸出は違法であった。

### ヘロイン

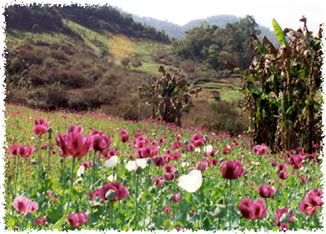
ビルマのケシ畑

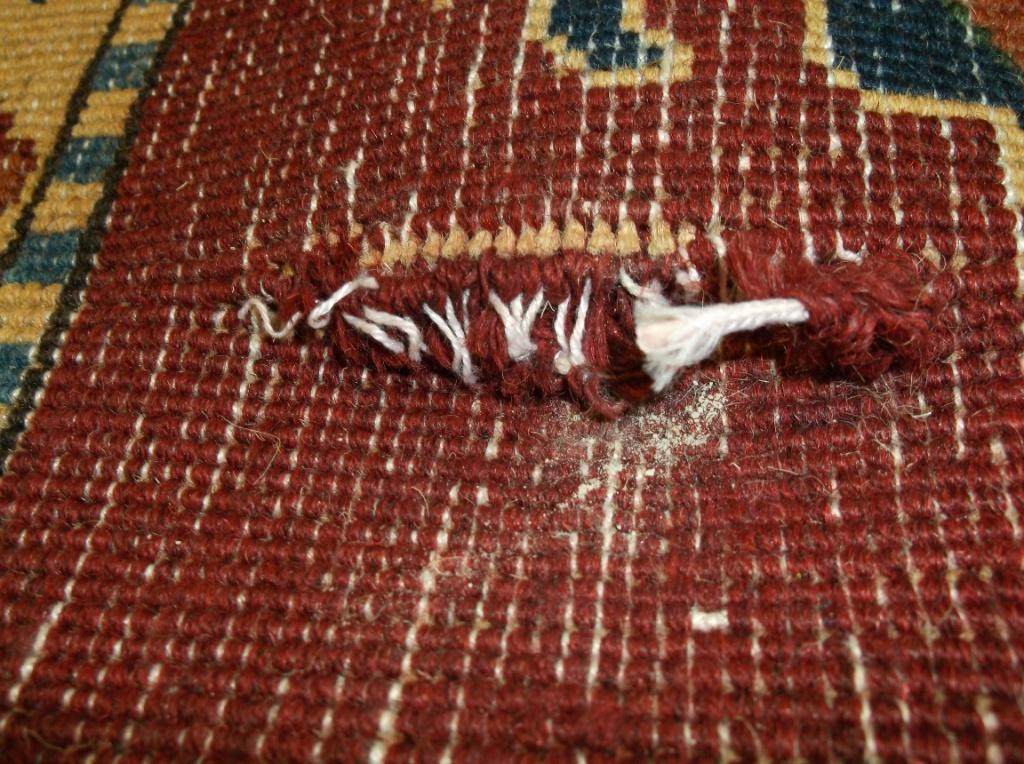
マンチェスター空港で押収された、絨毯に織り込まれたヘロイン（2012年）

1950年代と1960年代には、ヘロインの多くがトルコで生産され、「フレンチコネクション」と呼ばれるルートでフランスで積み替えられ、多くは米国へ送られた。1968年4月26日には、ヘロインが遠洋定期船フランスの船内で押収され、246ポンド (111.6 kg)を記録した。1971年に映画『フレンチ・コネクション』が公開された頃には、このルートは別のルートに代替されていた。
その後、2004年頃まで、世界のヘロインの大部分は黄金の三角地帯として知られる地域で生産された。しかし、2007年までに、世界市場のアヘンの93％がアフガニスタンで生産されるようになった。これは約40億米ドルの輸出額に相当し、4分の1はアヘン農家が稼ぎ、残りは地区の役人や反政府勢力、軍閥、麻薬密売人に渡っていた。ヘロイン製造のためにケシ畑が栽培されているもう一つの重要な地域はメキシコである。
米国麻薬取締局によると、アメリカの路上でのヘロインの価格は、通常、コカインの8〜10倍と評価されており、密輸業者やディーラーにとって高収益の商品となっている。たとえば、ヨーロッパ（通過国のポルトガルとオランダを除く）ストリートヘロインと称される1gのヘロインは、通常、ヘロインベースを5～10％含む薄～暗褐色の粉末700～800mgで構成されており、価格は30～70ユーロで、純粋なヘロイン1gあたりの実効価格は300～700ユーロとなる。ヘロインは、一般的に費用対効果が高く、効果が高まっているため、未精製のアヘンよりも密輸や流通に好まれる製品である。
ヘロインは容量あたりのコストが高いため、簡単に密輸することができる。米国では、4分の1サイズ（2.5 cm）円筒形の小瓶には数百回分が詰められる。 1930年代から1970年代初頭にかけて、いわゆるフレンチコネクションが米国の需要の大部分を供給した。伝えられるところでは、ベトナム戦争中、アイク・アトキンソンなどの麻薬王は、死んだアメリカ兵の棺桶で数百キログラムのヘロインをアメリカに密輸していた。それ以来、アメリカに麻薬を輸入することは過去数十年に比べて難しくなったが、それでもヘロインの密輸業者はアメリカの国境を越えて製品を手に入れることを止めない。純度は地域によって大きく異なり、米国では北東部の都市が最も純度の高いヘロインが流通している。 2018年10月17日、イタリアのジェノヴァで、イラン南部のバンダレアッバース港から来航した船に270kgのヘロインが隠されているのを警察が発見した。船はすでに通過し、ドイツのハンブルクとスペインのバレンシアに停泊していた。
ヘロインやモルヒネの密輸に対する罰則は、ほとんどの国で厳しい。国によっては、ヘロインやモルヒネの違法な密輸に対して、死刑判決（シンガポールなど）や終身刑を簡単に下すところもある。これらはいずれも、麻薬に関する単一条約別表第1にで国際的に分類される薬物である。
2021年5月、ルーマニアのコンスタンツァ港で、西ヨーロッパに向かうイランからの貨物より1.4トンのヘロインが押収された。

### メタンフェタミン

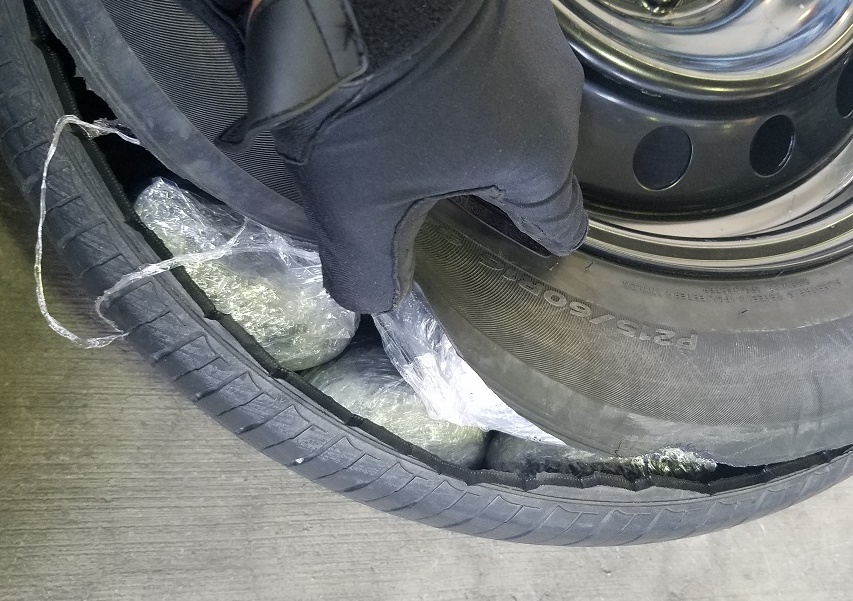
車のタイヤの中に密輸されたメタンフェタミン

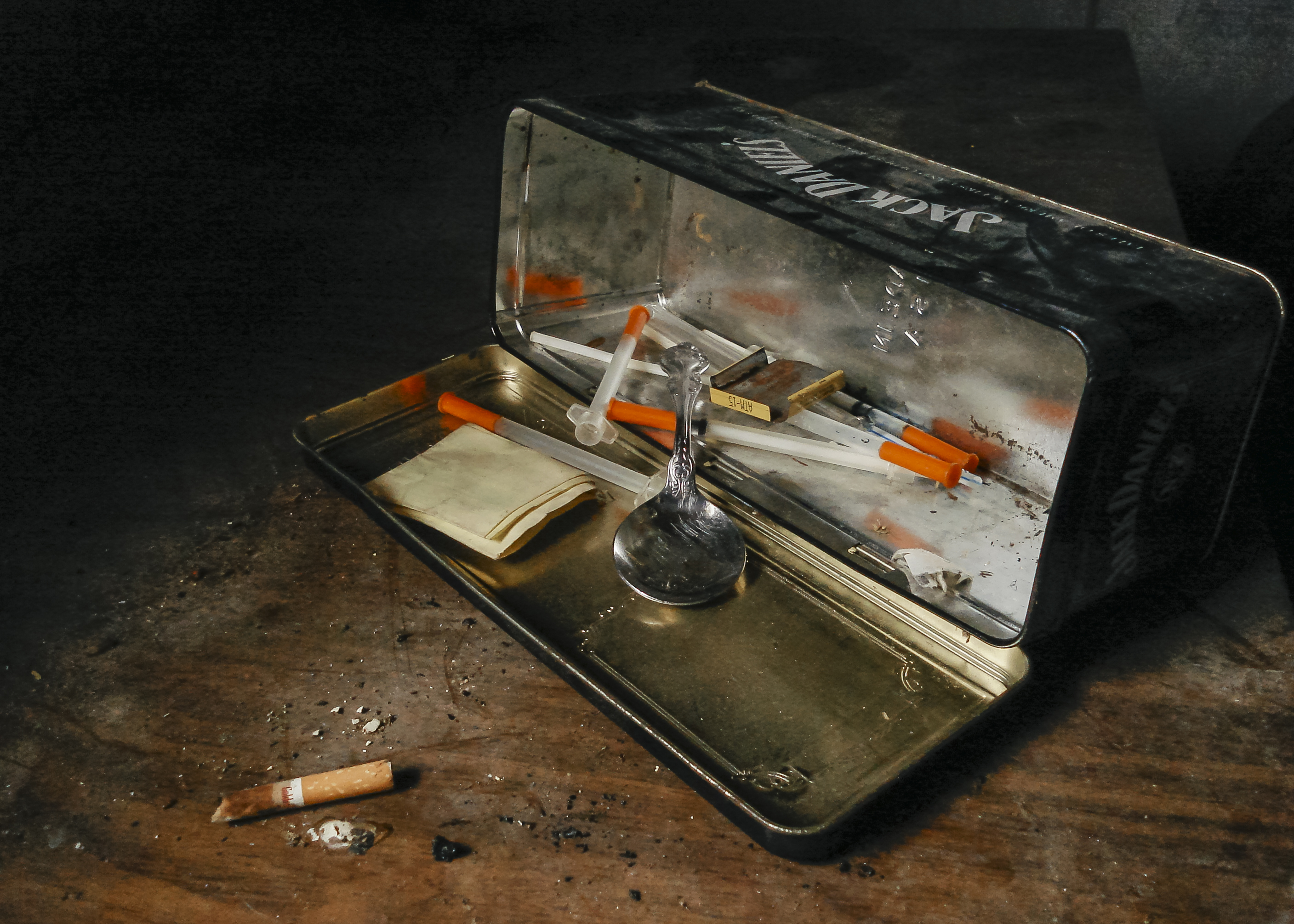
針とスプーンを備えたヘロインまたはメタンフェタミンの薬物使用キット（"works"）

メタンフェタミンは、密輸業者の間で人気のある薬物であり、「meth」「crank」「ice」と通称される。
コミュニティ疫学ワークグループによると、National Clandestine Laboratory Databaseに報告されたメタンフェタミン製造所の数は1999年から2009年にかけて減少した。この期間、中西部の州（イリノイ州、ミシガン州、ミズーリ州、オハイオ州）およびペンシルベニア州ではメタンフェタミン密造事件が増加した。 2004年には、ミズーリ州（2,788件）とイリノイ州（1,058件）で，カリフォルニア州（764件）よりも多くの密造が報告された。2003年には、ジョージア州（250件）、ミネソタ州（309件）、テキサス州（677件）で、メタンフェタミン密造摘発件数が過去最高となった。 2004年にハワイで報告されたメタンフェタミンラボの事件は7件のみあったが、2004年上半期に薬物使用治療を受けた患者（アルコールを除く）の59％近くがのメタンフェタミンの使用によるものであった。 2007年の時点で、ミズーリ州では密造所の摘発が1,268件報告されており、米国内でトップとなっている。多くの場合、大型車両に隠したり、オートバイのような小さなもので輸送したりできる小型密造所を検出するためにイヌが使用される。これらの移動密造所は、固定されたものよりも検知が難しく、大型トラックの合法的な貨物の中に紛れ込んでしまうこともある。
メタンフェタミンは静脈注射で使用されることがあり、ユーザーとそのパートナーをHIVおよびC型肝炎の感染リスクにさらす。「覚醒剤」は吸入することもでき、一般的にはアルミホイルまたはガラスパイプで気化させる。この方法は、「不自然な高揚感」と「短時間の激しいラッシュ」を与えると報告されている。
南アフリカでは、メタンフェタミンは「tik」または「tik-tik」と呼ばれている。2003年まで事実上知られていなかったが、今ではアルコールに勝るとも劣らない主要な中毒物質となっており、「8歳の子供が、電球で作られた粗末なガラス瓶で乱用する」という。メタンフェタミンは製造が容易なため、現地で驚異的な量で製造されている。
北朝鮮政府は現在、メタンフェタミン製造施設を運営している。北朝鮮では、代替品がないため薬として使用されているほか、国境を越えて中国に密輸されている。
2011〜2012年のオーストラリア犯罪委員会が発表した違法薬物データ報告書によると、クリスタルメタンフェタミンの平均強度は、オーストラリアのほとんどの管轄区域で12か月以内に倍増し、国内の密造所の大部分は、「中毒者」が運営する小規模なものであった。

### テマゼパム
強力な催眠性ベンゾジアゼピンであるテマゼパムは、国際的にますます高まる薬物の需要を供給するために、ゼリーラボと呼ばれる秘密のラボで違法に製造されている。多くの秘密のテマゼパムラボは東ヨーロッパにある。ラボでは、ジアゼパム、オキサゼパム、またはロラゼパムを化学的に変化させることによってテマゼパムを製造している。「ゼリーラボ」は、ロシア、ウクライナ、ラトビア、ベラルーシで摘発され、閉鎖された。
多くの国の調査で、テマゼパム、 MDMA 、ニメタゼパム、およびメタンフェタミンは、使用されている違法な依存性物質の上位にランクされている。

### コカイン
コカインは、多くの麻薬の売人や製造業者の間で非常に著名な薬物である。コカイン・ブラックマーケットの流通業界は、850億ドル以上の価値があるといわれ、激しい競争が行われ、大量に生産されてきた。2009年には約110万キログラムのコカインが作られ、世界中で約1700万人が消費したと考えられている。この麻薬の大量取引を可能にしたのは、シナロア・カルテルを経営していた悪名高い麻薬王ホアキン・"エル・チャポ"・グスマンであると考えられている。

### 国際協調
- 国際刑事警察機構
- 麻薬および向精神薬の違法取引に対する国連条約